# Pain-Firnfeld
Das Pain-Firnfeld ist ein Firnfeld in der antarktischen Ross Dependency. Es liegt zwischen der Commonwealth Range und der Hughes Range. Von ihm fließt der Keltie-Gletscher in südwestlicher Richtung zum Beardmore-Gletscher ab. 
Benannt wurde es von der Südgruppe einer von 1961 bis 1962 durchgeführten Kampagne im Rahmen der New Zealand Geological Survey Antarctic Expedition nach Kevin Patrick Pain (≈1927–2015), einem Mitglied der Expedition.